# Liste der Baudenkmäler in Schwalbach
In der Liste der Baudenkmäler in Schwalbach sind alle Baudenkmäler der saarländischen Gemeinde Schwalbach nach ihren Ortsteilen aufgelistet. Grundlage ist die Veröffentlichung der Landesdenkmalliste im Amtsblatt des Saarlandes vom 22. Dezember 2004 und die aktuelle Teildenkmalliste des Landkreises Saarlouis in der Fassung vom 9. August 2017.

## Elm
| Lage                          | Bezeichnung             | Beschreibung | Bild |
| ----------------------------- | ----------------------- | --- | ---- |
| Bachtalstraße 252 (nach) Lage | Gemeindestierstall      | Ab 1902 nahmen die Gemeinden Sprengen, Elm, Knausholz und Derlen die Zuchtstierhaltung in eigene Hand. 1906 errichtete man oberhalb der Sandersmühle ein Stierstallgebäude und hielt dort 3 Zuchtstiere und 3 Geißböcke.                                                                                                  |      |
| Bachtalstraße 252 (nach) Lage | Sanders Mühle           | Die unterschlächtige Getreidemühle wurde 1854 erbaut und 1883 umgebaut. 1902 wurde sie stillgelegt. |      |
| Borneichstraße 12 Lage        | Bauernhaus              | Erbaut 1900 |      |
| Kirchenweg Lage               | Kath. Kirche St. Joseph | St. Joseph wurde in den Jahren 1900 bis 1904 nach Entwürfen des Architekten Peter Marx aus Trier im neugotischen Stil erbaut. Die dreischiffige gestufte Hallenkirche besitzt ein Lang- und ein Querhaus, sowie einen fünfseitiger Chorraum. Architekt und Kirchenfenstermaler György Lehoczky entwarf 1952 drei Fenster. |      |

## Hülzweiler
| Lage                                           | Bezeichnung                        | Beschreibung | Bild |
| ---------------------------------------------- | ---------------------------------- | --- | ---- |
| Kapellenstraße                                 | Laurentiusbrunnen                  | Der Brunnen wurde um 1910 geschaffen und 1978 von Ernst Gier neu gestaltet. Eine Mauer aus unregelmäßigen Sandsteinen ist im Mittelteil erhöht. Dort steht in einer gerahmten Nische eine Figur des hl. Laurentius steht. Darunter befindet sich das gemauerte, halbrunde Brunnenbecken. Auf seinem Weg zum Becken fließt das Wasser durch je drei seitlich der Nische angebrachte, gestaffelte Schalen. |      |
| Kapellenstraße Lage                            | Katholische Kapelle St. Laurentius | Die erste Laurentiuskapelle wurde im 16. oder 17. Jahrhundert errichtet und war häufig besuchter Wallfahrtsort. 1844 wurde eine neue Kapelle am alten Standort errichtet. Der kleine rechteckige Saalbau besitzt einen kleinen Altar, über dem sich ein Reliefbild der „drei Marien mit den Salbengefäßen“ aus dem 16. Jahrhundert befindet. |      |
| Laurentiusstraße Lage                          | Katholische Kirche St. Laurentius  | Die Laurentiuskirche wurde 1909/10 von Ludwig Becker und Anton Falkowski errichtet. Während des Zweiten Weltkrieges wurde das Gotteshaus 1944/45 schwer beschädigt. Das Mittelschiff der neubarocken Kirche wird von einem Tonnengewölbe überspannt und wird von einem Rechteckchor abgeschlossen. Die Kirche ist im Inneren reich bemalt. Der Barock anmutende Kirchturm mit Jugendstilelementen sitzt auf der Fassade und wird von zwei niedrigen Türmen flankiert. Das Portal liegt in einem schmalen Mittelrisalit. Es wird von zwei Pilastern mit Gebälk gerahmt und von einem geschweiften Giebel abgeschlossen. Pilaster und Gesimse gliedern die Sandsteinfassade. |      |
| Zum Schützenberg, Flur 6, Flurstück 135/3 Lage | Wasserbehälter                     | Der Wasserbehälter wurde 1913 erbaut. Der kleine Bau aus rustizierten Sandsteinquadern besitzt ein Abschlussgesims und ist flach gedeckt. Er diente der Trinkwasserversorgung der Haushalte von Hülzweiler. |      |

## Schwalbach
| Lage                               | Bezeichnung                                                                                     | Beschreibung | Bild |
| ---------------------------------- | ----------------------------------------------------------------------------------------------- | --- | --- |
| Hauptstraße Lage                   | Ensemble ehemals katholische Volksschule Schwalbach                                             | | |
| Hauptstraße Lage                   | Ensemble ehemals katholische Volksschule Schwalbach                                             | Hauptstraße 186, Schulhof, um 1900 (Ensemblebestandteil) | |
| Hauptstraße Lage                   | Ensemble ehemals katholische Volksschule Schwalbach                                             | Hauptstraße 186, Schule, Gebäude 3, um 1906/07 (Ensemblebestandteil) | |
| Hauptstraße Lage                   | Ensemble ehemals katholische Volksschule Schwalbach                                             | Hauptstraße 186, Schule, Gebäude 2, um 1893, Erweiterung um 1902 (Ensemblebestandteil) | |
| Hauptstraße Lage                   | Ensemble ehemals katholische Volksschule Schwalbach                                             | Hauptstraße 186, Schule, Gebäude 1 (Einzeldenkmal):Das 1878 von Schultheiß erbaute Gebäude wurde 1945 umgebaut. Der zweigeschossige, traufständige Sandsteinbau ist axialsymmetrisch angelegt. Zu beiden Seiten des vorspringenden Mittelrisalits befinden sich jeweils vier Fensterachsen, deren Segmentbogenfenster durch Sohlbankgesimse verbunden sind. Das Portal mit profilierter Laibung besitzt ein Gebälk mit gerader Verdachung. Die Fenster im ersten Stock sind von Pilastern gerahmt. Im Giebel befindet sich ein kleineres Zwillingsfenster.                       | |
| Hauptstraße Lage                   | Ensemble Ney-Schacht                                                                            | 1867 wurde an dieser Stelle ein Schacht abgeteuft, der zunächst als Wetterschacht diente. 1924 wurde die Anlage zum Förderschacht ausgeweitet. Dabei entstanden die heutigen Tagesanlagen. | 1867 wurde an dieser Stelle ein Schacht abgeteuft, der zunächst als Wetterschacht diente. 1924 wurde die Anlage zum Förderschacht ausgeweitet. Dabei entstanden die heutigen Tagesanlagen. |
| Hauptstraße Lage                   | Ensemble Ney-Schacht                                                                            | Hauptstraße, Alter Zufahrtsweg zum Ney-Schacht, 1920–30 (Ensemblebestandteil) | |
| Hauptstraße Lage                   | Ensemble Ney-Schacht                                                                            | Hauptstraße, Wasserbehälter, um 1900 (Ensemblebestandteil): Der Wasserturm wurde bereits um 1900 erbaut und entstand für den Ensdorfer Schacht. Als dieser 1928 als Förderschacht außer Betrieb genommen wurde, versetzte man den Turm an den heutigen Standort. Der genietete Hängebodenbehälter fasst 250 Kubikmeter. | |
| Hauptstraße Lage                   | Ensemble Ney-Schacht                                                                            | Hauptstraße, Fördergerüst, 1924 (Ensemblebestandteil): Das Gerüst wurde 1924 erbaut und 1939, 1958 und 1972 verstärkt. Das genietete Strebengerüst trägt einen gerundeten Aufbau. | |
| Hauptstraße Lage                   | Ensemble Ney-Schacht                                                                            | Hauptstraße, Fördermaschinenhaus, 1924 (Einzeldenkmal) | |
| Hauptstraße Lage                   | Ensemble Ney-Schacht                                                                            | Hauptstraße, Kompressorenhaus, Maschinen (Einzeldenkmal): Das Kompressorenhaus wurde 1924 über rechteckigem Grundriss errichtet und ist ein neoklassizistischer Kubus. Über einem rustizierten Sockel erhebt sich ein eingeschossiger Baukörper mit vier zu neun Achsen. Pfeilerartige Lisenen tragen ein umlaufendes Kranzgesims mit Fries. Das Gebäude schließt mit einem Satteldach ab. | |
| Alleestraße 20 Lage                | Bergmannsbrunnen                                                                                | Der Brunnen ist mit dem Bergmannssymbol der gekreuzten Schlägel und Eisen verziert. | |
| Alleestraße 20 Lage                | Ehemaliger Eisenbahnschacht und Stollenmundloch des sogenannten Kettenstollens                  | Der Eisenbahnschacht wurde im Jahr 1857 abgeteuft. Der Kettenstollenstollen entstand um 1860 als Querverbindung zum Ensdorfer Stollen. | |
| Alleestraße 20 Lage                | Schreinerei der Schachtanlage Griesborn (Grube „Kronprinz Friedrich Wilhelm“), Kompressorenhaus | Die Schachtanlage Griesborn hieß bis zur Verwaltung durch die französische Bergbaugesellschaft Grube „Kronprinz Friedrich Wilhelm“. Schon ab 1833 wurde hier Kohle gefördert, schon 1950 wurde die Anlage aber geschlossen. Große Teile der Tagesanlagen wurden anschließend abgerissen. Erhalten ist nur die Schreinerei und das Kompressorenhaus aus dem Jahr 1857 mit Erweiterung im Jahr 1879. Der helle Sandsteinbau mit drei Achsen und Satteldach ist eingeschossig. Die großen Rundbogenfenster werden durch Lisenen getrennt. Heute ist es Sitz eines Schmiedemuseums.  | |
| Am Eisenbahndamm 16                | Bahnhofsgebäude mit Wirtschaftsgebäude der Grube „Kronprinz Friedrich Wilhelm“                  | | |
| Hauptstraße 15 bei Lage            | Wegekreuz                                                                                       | Errichtet im 4. Viertel 19. Jahrhundert | |
| Hauptstraße 160 Lage               | Haus Kreutzer, Wohnhaus mit Arztpraxis                                                          | Erbaut 1920 bis 1930 | |
| Hauptstraße 206 Lage               | Katholisches Pfarrhaus,                                                                         | 1872–1973 | |
| Hauptstraße 207 Lage               | Haus Bund, Wohn- und Geschäftshaus                                                              | Erbaut 1905 | |
| Hauptstraße 208 Lage               | Katholische Kirche St. Martin mit Wegekreuz                                                     | Die Martinskirche wurde in den Jahren 1904/05 nach Plänen des Architekten Ernst Brand erbaut. Das Porta liegt in der trutzigen Turmfassade. Der Putzbau ist äußerlich stark gegliedert durch Ortquaderung der Gebäudeecken und Strebepfeiler. Die Basilika wird im Inneren durch ein Mittelschiff und zwei Seitenschiffe gegliedert, die durch Arkaden auf Rundpfeilern getrennt sind. Die erhöhte Vierung wird durch Quer- und Langhaus gebildet. Im Chor mit ⅝-Schluss steht ein Altar. Das Querhaus besitzt auf beiden Seiten ein Spitzgiebelportal und darüber Fensterrosen. | |
| Hauptstraße 209 Lage               | Braunes Haus, Wohnhaus                                                                          | Erbaut 1905 | |
| Hauptstraße 211 Lage               | Wohnhaus mit Gewölbekellern                                                                     | 18. Jahrhundert | |
| Papiermühle 11 Lage                | Wohnteil der Papiermühle                                                                        | Erbaut um 1767 | |
| Papiermühle 13/14/15/16/17/18 Lage | Papiermühle, Herrenhaus, Eiskeller                                                              | Erbaut im 18./19. Jahrhundert | |
| Schillerstraße Lage                | Grabmal Ernst Epprn auf dem Alten evangelischen Friedhof                                        | Errichtet 1876 | |